# North Riverside
North Riverside é uma aldeia localizada no estado americano de Illinois, no Condado de Cook.

## Demografia
Segundo o censo americano de 2000, a sua população era de 6688 habitantes.
Em 2006, foi estimada uma população de 6320, um decréscimo de 368 (-5.5%).

## Geografia
De acordo com o United States Census Bureau tem uma área de 4,0 km², dos quais 4,0 km² cobertos por terra e 0,0 km² cobertos por água.

## Localidades na vizinhança
O diagrama seguinte representa as localidades num raio de 4 km ao redor de North Riverside.